# HUBO

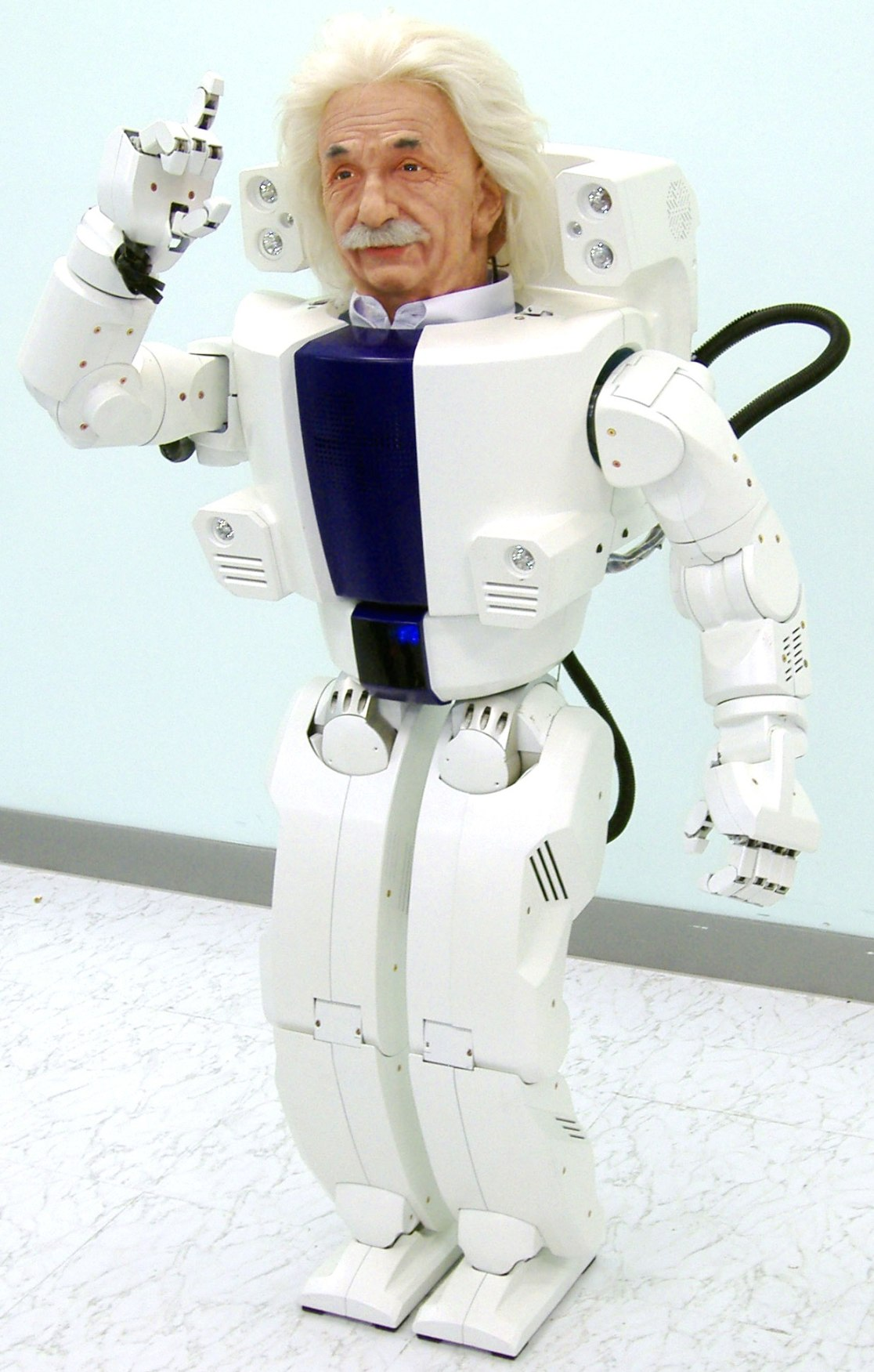
Albert HUBO

HUBO（ヒューボ KHR-3）は韓国科学技術院（KAIST）によって開発された二足歩行ロボットで、1年間の作業の末、2005年1月6日に発表された。HUBOは音声認識と合成機能、二つの目が別々に動く精巧な視覚機能を備えている。HUBOとはhumanoid robotの短縮形である。

## 開発の歴史
韓国のロボット工学の歴史は比較的短い。KAISTが呉俊鎬（オ・ジュンホ）教授の下で2000年に研究を開始した程度だ。最初のプロトタイプKHR-1は頭や腕がない状態で開発され、2003年に発表された。続くKHR-2は2004年に発表された。
2005年11月に韓国ソウルで開かれたAPEC首脳会議で、韓国、ダラス、テキサス州に拠点を置くハンソン・ロボテックス社（HRI）とKAISTは世界で初めて等身大二足歩行型のフレームに人の顔を搭載したロボットを発表した。歩行フレームは既存のものだったが、顔は物理学者のアルバート・アインシュタインのものを正確に再現していて、話すことや、広範囲にわたる自然な表情を表現することができる。表情の機能はHRIが開発したフィリップ・K・ディックのアンドロイドを元に作られており、2005年にイリノイ州シカゴで開かれたWIRED主催のNextFestで公式に発表されている。
人型のプロトタイプは公式にアルバート・アインシュタイン・ヒューボ（Albert HUBO）と呼ばれる。
その後、人工知能の自主開発から、人工知能部分をアメリカやイスラエルの研究者から無償提供してもらう戦略に変更された。
この人工知能部分はソース譲渡・公開を基本としており、権利は開発者にあるが、その結果を独自に改変して他分野に転用できるというものである。
そのため、他国研究者の参加はほとんどなく、DARPAのDARPAロボティクス・チャレンジにおいても、韓国の研究者がアメリカの大学で1名のみ参加を表明している。
2015年6月に開催されたDARPAロボティクス・チャレンジ本戦では、全部で8個ある課題に日本勢のロボットが阻まれ、（川田工業および産業技術総合研究所等の共同開発の）HRP-2改が（23チーム中）10位と苦戦するなか、韓国科学技術院（KAIST）によって開発された二足歩行ロボット『HUBO＋（DRC-HUBO）』が、すべての課題に成功し最高タイムで優勝した 。
『HUBO＋（DRC-HUBO）』はHUBO（ヒューボ KHR-4）をベースに、DARPA Robotics Challenge (DRC) 用に改造を行ったロボットで、外からは見えない体内の電装系も一新されており、外観のイメージは維持しながらもほぼ新規開発のロボットに近い内容となっている。

## 特徴と技術
|              | KHR-0 (2001) | KHR-1 (2002) | KHR-2 (2004) | HUBO (KHR-3) (2005) | Albert HUBO (2005) | HUBO (KHR-4) (2009)        |
| ------------ | ------------ | ------------ | ------------ | ------------------- | ------------------ | -------------------------- |
| 体重         | 29 kg        | 48 kg        | 56 kg        | 56 kg               | 57 kg              | 45 kg                      |
| 身長         | 110 cm       | 120 cm       | 120 cm       | 125 cm              | 137 cm             | 125 cm                     |
| 歩行速度     | -            | -            | 1.2 km/h     | 1.25 km/h           | 1.25 km/h          | 1.5 km/h (走行速度3.6km/h) |
| 連続稼働時間 | -            | -            | -            | 60 分               | 60 分              | 120 分                     |
| 自由度       | 12           | 21           | 41           | 41                  | 66                 | 41                         |